# Kanton Vielmur-sur-Agout
Der Kanton Vielmur-sur-Agout war bis 2015 ein französischer Wahlkreis im Arrondissement Castres, im Département Tarn und in der Region Midi-Pyrénées. Hauptort war Vielmur-sur-Agout. Vertreter im Generalrat des Départements war zuletzt von 1996 bis 2015 Robert Clarenc (DVG). 
Der Kanton war 76,76 km² groß und hatte 5116 Einwohner, was einer Bevölkerungsdichte von 66 Einw./km² entsprach. Im Mittel lag er 168 Meter über dem Meeresspiegel, zwischen 136 und 322 Meter. 

## Gemeinden
Der Kanton bestand aus sieben Gemeinden:
| Gemeinde             | Einwohner Jahr | Fläche km² | Bevölkerungsdichte | Code INSEE | Postleitzahl |
| -------------------- | -------------- | ---------- | ------------------ | ---------- | ------------ |
| Carbes               | 205 (2013)     | 7,4        | 28 Einw./km²       | 81058      | 81570        |
| Cuq                  | 489 (2013)     | 14,99      | 33 Einw./km²       | 81075      | 81570        |
| Fréjeville           | 639 (2013)     | 9,48       | 67 Einw./km²       | 81098      | 81570        |
| Guitalens-L’Albarède | 854 (2013)     | 3,71       | 230 Einw./km²      | 81132      | 81220        |
| Sémalens             | 2.023 (2013)   | 11,12      | 182 Einw./km²      | 81281      | 81570        |
| Serviès              | 621 (2013)     | 12,8       | 49 Einw./km²       | 81286      | 81220        |
| Vielmur-sur-Agout    | 1.488 (2013)   | 11,61      | 128 Einw./km²      | 81315      | 81570        |